# Cissus triloba
Cissus triloba är en vinväxtart som först beskrevs av João de Loureiro, och fick sitt nu gällande namn av Elmer Drew Merrill. Cissus triloba ingår i släktet Cissus och familjen vinväxter. Inga underarter finns listade i Catalogue of Life.